# 頑童合唱團
頑童合唱團（英語：The Monkees），又譯作“猴子樂隊”或“門基樂隊”，是主要活躍於1966年到1971年的一個美國搖滾樂團。

## 組成
1962年，電影製作人鮑勃·拉弗森想將腦中最初關於美國電視影集“The Monkees”的想法發展成型，儘管他充滿理想與抱負，但此計畫終告失敗，這系列連續劇未能成功售出。
因拉弗森和柏特·史耐德兩人受到披頭四喜劇電影《一夜狂歡》（A Hard Day's Night）的啟發。

## 單曲
《Daydream Believer》（1967年10月25日發行）

## 外部連結
- 官方網站 （页面存档备份，存于）
- FBI官網公布的關於頑童合唱團的文件 （页面存档备份，存于）